# Кюмштедт, Фридрих Карл
Фридрих Карл Кюмштедт (нем. Friedrich Karl Kühmstedt; 20 декабря 1809, Ольдислебен, Тюрингия — 8 января 1858, Эйзенах) — немецкий композитор и органист, музыкальный педагог.
Ученик Христиана Генриха Ринка. С 1837 г. руководил оркестром в Эйзенахе. Автор «Учебника по теории и практике гармонии и модуляции» (нем. Theoretisch-praktische Harmonie- und Ausweichungslehre; 1838), оратории «Возрождение и торжество богов» (нем. Auferstehung und Triumph des Göttlichen), оперы «Королева змей» (нем. Schlangenkönigin), хоровых, вокальных, оркестровых произведений (в том числе пользовавшихся некоторой известностью концертных вариаций на тему Марша жрецов из «Волшебной флейты»).